# Macintosh
Macintosh (abbreviato come Mac) è una famiglia di computer prodotti dalla Apple Inc. commercializzati a partire dal 1984 e facenti uso del sistema operativo macOS. Basata prima su processori M68k seguiti dai PowerPC, poi sull'architettura x86 e dal 2020 su Apple Silicon; deve il suo nome a una popolare varietà di mela ("apple" in inglese), la McIntosh. La scelta del nome è stata attribuita a Jef Raskin, l'esperto di interfacce di computer che ne sviluppò il progetto. All'inizio era un'alternativa economica e domestica al Lisa, un avanzato microcomputer aziendale, il cui sviluppo è stato assorbito per la linea Macintosh. Il Mac è divenuta la linea standard di sviluppo dei computer Apple, allo scomparire della linea evolutiva dell'Apple II.

## Generalità
Il Macintosh 128K, dal nome dei suoi 128 KB di RAM, venne lanciato il 24 gennaio 1984. Fu il primo PC di successo che utilizzava un'interfaccia utente grafica (GUI) e un mouse invece della riga di comando. Le sue caratteristiche tecniche rivoluzionarono l'industria informatica a metà degli anni '80, mantenendo la sua linea evolutiva di sviluppo fino ad oggi.
La gamma di prodotti Mac oggi varia dal desktop di base Mac Mini ai server di fascia media come Mac Pro. I sistemi Mac si rivolgono principalmente al mercato domestico, dell'istruzione e della creatività professionale. La produzione di Mac si basa su un modello di integrazione verticale in cui Apple fornisce tutti gli aspetti del proprio hardware e crea il proprio sistema operativo, preinstallato su tutti i Mac. L'hardware consente il funzionamento di altri sistemi operativi: dal 1998, i Mac sono in grado di supportare sistemi operativi come Linux, FreeBSD e Windows. Allo stato attuale è anche possibile modificare il sistema operativo Apple per renderlo compatibile con la maggior parte dell'hardware esistente; è il cosiddetto movimento OSx86.
I primi Macintosh erano basati sui microprocessori della famiglia Motorola MC68000, con tecnologia CISC. A marzo 1994, Apple introdusse i chip PowerPC del consorzio Apple-IBM-Motorola alla gamma Macintosh, passando alla tecnologia RISC. Nel 2006, Apple avviò la transizione dalla linea PowerPC ai processori Intel con architettura x86. Nel 2020 parte la transizione ai processori proprietari Apple Silicon serie M, basati sull'architettura ARM64. Tutti gli attuali modelli di Mac sono dotati di una versione nativa dell'ultima versione di macOS. L'ultimo aggiornamento è MacOS Sequoia, disponibile dal 16 settembre 2024.

## Storia

### 1979-1984: I primi progetti e lo sviluppo

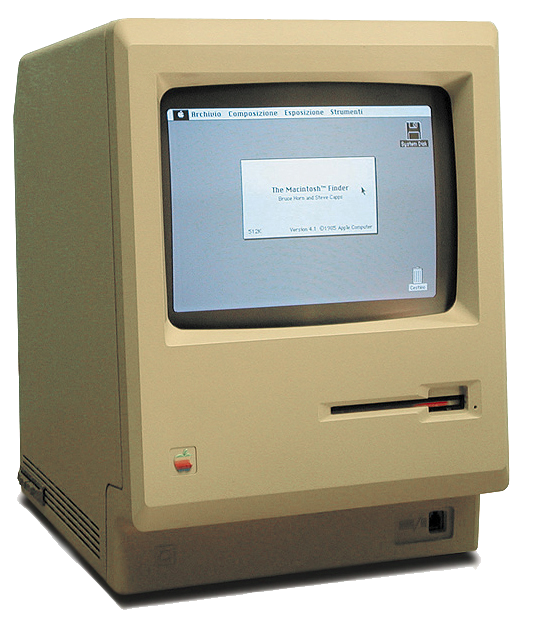
Uno storico Macintosh 128K

Nel 1979, Jef Raskin chiede a Mike Markkula di poter dirigere un piccolo progetto segreto di nome "Annie" che viene ribattezzato dallo stesso Raskin "Macintosh". Raskin voleva realizzare un computer dal costo non superiore a 1.000 dollari con uno schermo e una tastiera integrati, facile da usare. Quando nel 1980 Steve Jobs perde la direzione del progetto Lisa, inizia a concentrarsi sul progetto Macintosh di Raskin.
Jobs questa volta la spunta, riesce a prendere il controllo del progetto e a far allontanare Raskin dalla Apple. Jobs cerca subito di dare una svolta al progetto trasformandolo in un computer, sempre accessibile, ma anche di "folle bellezza". Il progetto, come il Lisa, si orienta così verso un computer con una'interfaccia grafica, e l'utilizzo del mouse.
L'innovazione che caratterizza il Macintosh rispetto al precedente Apple Lisa, ma anche i computer Xerox Alto e Xerox Star, sta nell'importare l'interfaccia grafica grezza all'ambiente scrivania con icone che oggi tutti conosciamo. Il team Mac, ispirandosi al sistema operativo Xerox, introduce delle novità importantissime, come le icone (disegnate da Susan Kare), la possibilità di avere finestre sovrapposte su più livelli, programmi di disegno grafico e videoscrittura che oggi tutti conosciamo. Inoltre viene data tantissima importanza, per la prima volta, ai font, sia visualizzati a schermo sia stampati. Nel Mac fanno anche il debutto per la prima volta programmi come Word ed Excel, sviluppati dalla Microsoft appositamente per la Apple.

### La prima generazione e ilMacintosh 128k

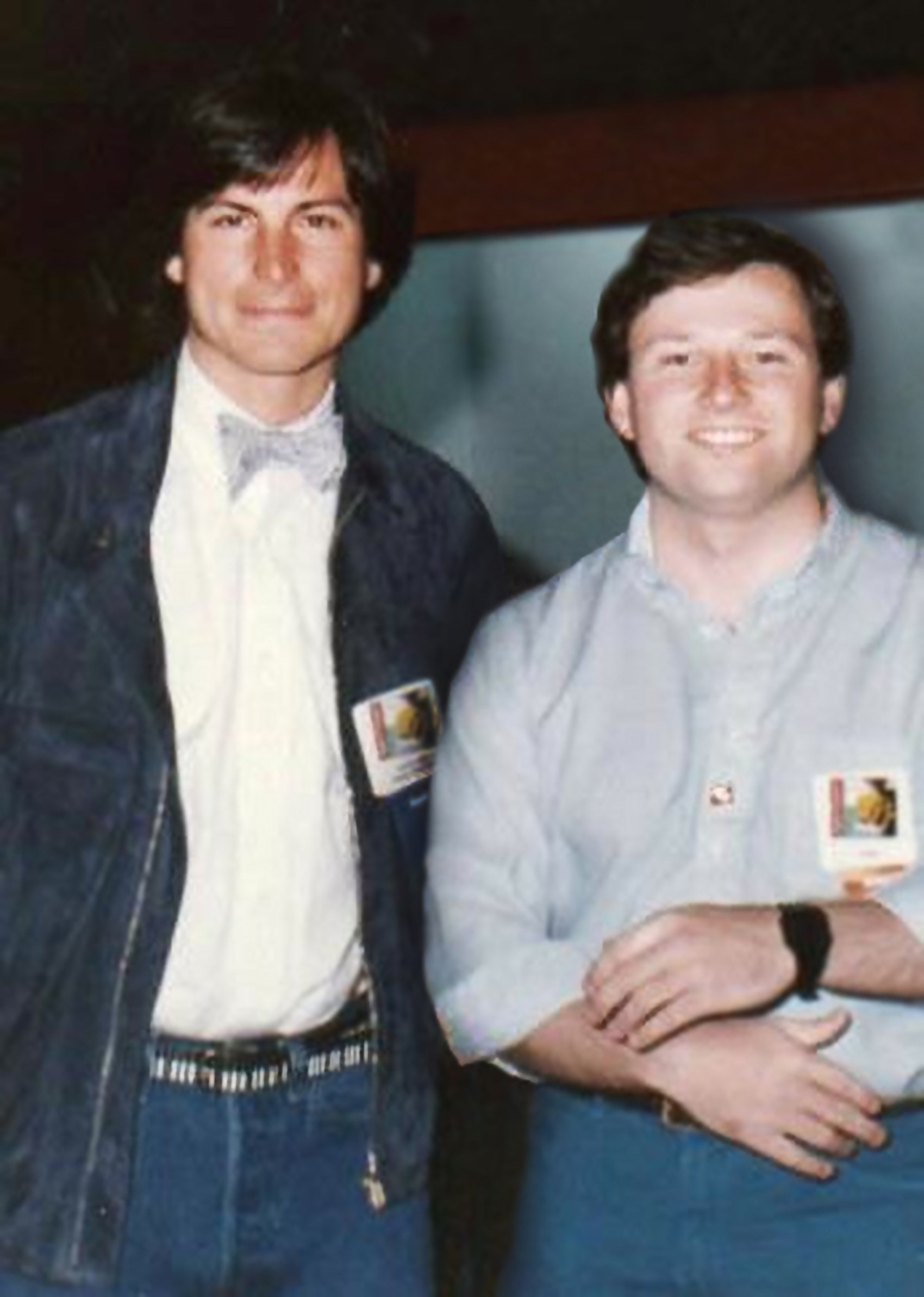
Steve Jobs con Wendell Brown in occasione del lancio del software Hippo-C per Macintosh, sviluppato da Brown (1984).

Il primo modello di Macintosh 128K fu messo in vendita il 24 gennaio 1984, al prezzo di 2.495 dollari. Appena dopo il lancio riscosse molto successo, però alla fine del 1984 le vendite si ridussero a meno di 10.000 unità mensili a causa dei limiti hardware. L'assenza di una ventola di raffreddamento rendeva l'elaboratore molto silenzioso ma ne causava un notevole surriscaldamento, tanto da portarlo a conquistarsi il soprannome di "tostapane beige". Inoltre la scarsa memoria, l'assenza di un hard disk interno e la presenza di una sola unità floppy lo rendevano terribilmente lento.
Nel 1985, la combinazione del Mac col programma PageMaker e con la nuova stampante laser di Apple (la LaserWriter) diedero vita a una soluzione a costo relativamente basso per l'editoria e la grafica pubblicitaria, un'attività che sarebbe diventata nota col nome di desktop publishing. L'interesse per il Mac esplose, tanto che si diffuse ampiamente presso le tipografie, gli studi di grafica e le aziende editoriali.

### I modelli dal 1998 al 2006

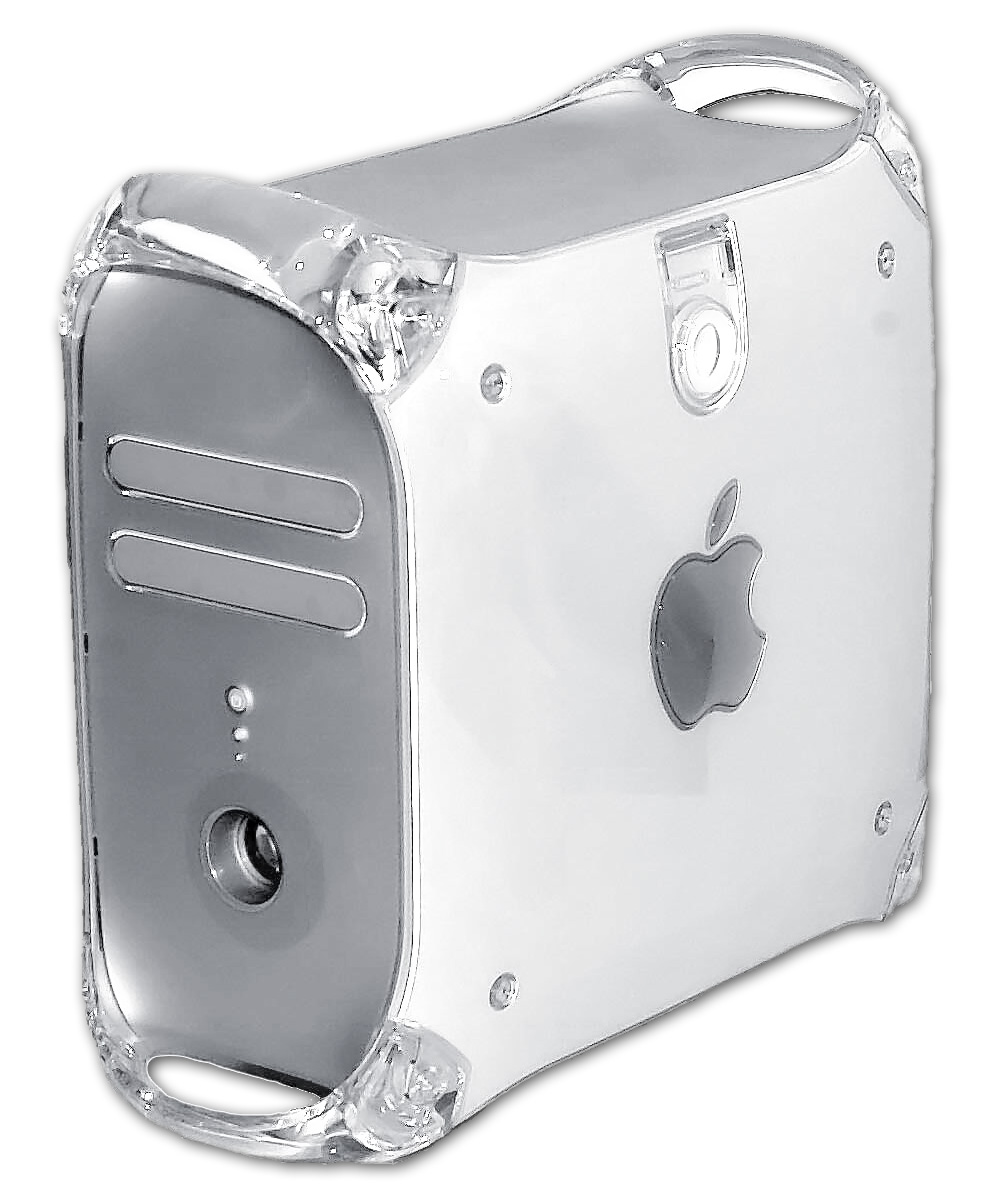
Un Power Mac G4 "Quicksilver" (2003)

Nei primi anni novanta molti ritenevano che l'architettura RISC delle CPU avrebbe presto superato nettamente la velocità, pure crescente, delle CPU del vecchio tipo CISC (come la serie m68k del Mac e la serie x86 di Intel). Venne annunciata un'alleanza tra Apple Computer, IBM e Motorola allo scopo di sviluppare una nuova serie di CPU RISC, detta PowerPC. Il software esistente per Mac, che era stato scritto per la serie 68000 (compresa molta parte del Mac OS), fu fatto girare sui nuovi modelli dotati di PowerPC grazie a un'emulazione software.
Nel 2001 il Macintosh fece un secondo fondamentale cambiamento, questa volta nel suo sistema operativo, passando dal vecchio Mac OS al nuovo Mac OS X il cui kernel è basato su Unix. Durante il Keynote del WWDC 2005, Steve Jobs annunciò il passaggio dai processori PowerPC alle CPU Intel.
Con sei mesi di anticipo rispetto alle previsioni, il 10 gennaio 2006, durante il tradizionale Keynote del Macworld Expo, Steve Jobs presentò i nuovi iMac e il nuovo MacBook Pro con CPU Core Duo di Intel. Il giorno 7 agosto 2006, dopo soli 210 giorni e ben prima delle aspettative, la transizione ai processori Intel fu completata. Da quel giorno non sono più in commercio sistemi Macintosh con processori PowerPC. In questa transizione, Apple ha abbandonato il supporto per l'emulatore "Classic" che rendeva possibile eseguire applicazioni scritte per Mac OS 9.

#### Compatibilità
L'introduzione dei chip Intel introdusse la possibilità di eseguire il sistema operativo Windows nativamente senza emulazione da parte di software come Virtual PC. A marzo 2006, un gruppo di hacker annunciò di aver eseguito Windows XP su uno dei nuovi Mac Intel. Questo gruppo pubblicò il proprio software come Open Source (a codice aperto) per il download sul proprio sito web. Ad aprile 2006, Apple annunciò la beta pubblica del proprio sistema "multi OS", chiamato "Boot Camp", che consente agli utenti Mac di installare Windows sui propri computer. Le versioni successive hanno aggiunto il supporto per Windows Vista. Boot Camp era incluso come standard in Mac OS 10.5. Quindi, sebbene non ufficialmente, Boot Camp ha aperto le porte per eseguire praticamente qualsiasi sistema operativo che gira sulla piattaforma x86 come Linux, FreeBSD, Ubuntu, SUSE, Red Hat.
L'introduzione di questa funzionalità all'interno del sistema operativo ha reso i Mac utilizzabili con la maggior parte dei sistemi operativi disponibili, cambiando il panorama di "incompatibilità" e di chiusura precedente.

### Periodo recente
Nonostante la quota di mercato dei computer occupata dal Mac non superi il 10%, negli ultimi anni Apple ha avuto un aumento significativo. Molti hanno sostenuto che ciò è in parte dovuto al successo dell'iPod e dell'iPhone, poiché in genere chi rimane soddisfatto dopo aver utilizzato un iPod o un iPhone acquista poi altri dispositivi Apple come i Mac, secondo il noto "effetto alone". Anche l'inclusione dei chip Intel è un fattore che ha influenzato l'incremento delle vendite. Dal 2001 le vendite dei Mac sono aumentate costantemente. Apple ha registrato vendite per 3,36 milioni di Mac durante le festività natalizie del 2009. Nel primo trimestre del 2011 la quota di mercato di Macintosh continuava a crescere da 7,3% nel 2010 al 9,3% nel 2011.
Il 24 febbraio 2011, Apple è stata la prima azienda a lanciare un computer che utilizzasse la nuova interfaccia I/O Intel Thunderbolt (nome in codice Light Peak). Utilizzando la stessa interfaccia fisica di una porta MiniDisplay e retrocompatibile con quella standard, Thunderbolt ha due canali di dati paralleli con velocità di trasferimento di Gbit/s ciascuno.
Al WWDC 2020 la Apple ha annunciato il passaggio dalle CPU Intel agli Apple Silicon, processori ad architettura ARM derivati da quelli usati negli iPad Pro. Entro la fine del 2020 dovrebbero essere commercializzati i primi Mac dotati di questi nuovi processori; l'azienda ha annunciato che la fase di transizione del software sarà completata nell'arco di due anni.

## Caratteristiche
Prima del Mac solo altre due piattaforme avevano offerto di serie il mouse e un'interfaccia grafica: il Lisa della stessa Apple, nel 1983 (primo computer costruito da Apple a disporre di interfaccia grafica e mouse), ma soprattutto lo Xerox Star, presentato nel 1981, un computer veramente all'avanguardia per i suoi tempi ma che non ebbe la fortuna che meritava. Il Macintosh costituì l'evoluzione dei precedenti modelli di computer. Lisa, rivolto a un'utenza professionale, ebbe un successo limitato a causa dell'alto costo. Macintosh invece riscosse un grande successo commerciale.
La sua interfaccia grafica usava per la prima volta metafore facili da comprendere, quali: il cestino, la scrivania, le finestre e gli appunti, aprendo l'uso del computer anche a persone non dedite all'informatica. Per questo motivo il Macintosh è considerato una pietra miliare nello sviluppo dell'industria del computer.
Tutta la comunicazione fra macchina e utente è prevalentemente visiva, basata su icone e finestre di dialogo. Dal lato dell'utente, lo strumento principale di interazione con la macchina è il mouse, vero e proprio braccio idealmente portato dentro lo schermo, con il quale si possono “afferrare” e muovere gli oggetti mostrati a video. Ad esempio, per lanciare un programma, basta cliccare due volte con il mouse sull'icona corrispondente. La metafora della scrivania funziona anche per l'azione di spostamento degli oggetti: file e cartelle possono essere spostati in zone diverse del disco semplicemente trascinandoli con il mouse. Se un oggetto è trascinato “nel” cestino, viene cancellato. All'accensione compare un'icona (metafora del Mac): all'utente è richiesta l'introduzione di un disco contenente il sistema operativo MacOS. Il boot può avvenire indifferentemente da qualsiasi drive. Se il dischetto inserito è buono, un'icona di un Mac che sorride dà il benvenuto; in caso contrario il drive lo espelle e sul video compare l'icona di un Mac triste.
La principale caratteristica dell'ambiente scrivania è la presenza fissa dei menu sullo schermo. Il menu mela gestisce le operazioni fondamentali. Contiene una serie di utilità tra cui:
- Appunti e archivio appunti: consente il trasferimento (mediante i comandi di taglia, copia e incolla) di testi, disegni, fogli elettronici ecc. da un'applicazione all'altra;
- Orologio-sveglia, grazie al quale il sistema fornisce automaticamente data di creazione e ultima modifica di ogni file;
- Pannello di controllo (per regolare: l'immagine di sfondo, la velocità del mouse, il volume dell'altoparlante e altro).

In ambiente scrivania, le istruzioni possono essere date anche da tastiera. Il nome del file può essere lungo fino a 40 caratteri, invece degli 8 abituali. Inoltre, a ciascun file è assegnata un'icona, in modo da renderlo facilmente riconoscibile. I file possono essere visualizzati per icone, in ordine alfabetico, di tipo, di data, di dimensione.
Sulle finestre di dialogo appaiono pulsanti virtuali: dove ce ne sono due, all'utente è richiesta una scelta (per esempio, inizializzare o espellere un dischetto), dove ce n'è uno, all'utente è richiesta una conferma (ad esempio, se appare il messaggio “Questo elemento è protetto o in uso e non può essere eliminato”).

## Innovazioni
Il Macintosh 128K (nome originale Macintosh, serie Classica) è stato il primo computer con interfaccia grafica e mouse di serie che riuscì a conquistare un vasto pubblico di utenti e ad entrare prepotentemente nel mercato. Con questo grande successo, Apple riscattò l'iniziale tiepida accoglienza riservata all'Apple Lisa, il suo predecessore, e dimostrò che l'idea del concetto di scrivania virtuale, che si basava su un'interfaccia WIMP (Windows, Icons, Mouse, Pointer), era vincente. Con questa mossa, Apple riuscì a dimostrare che il paradigma WIMP veniva apprezzato a livello mondiale anche da neofiti o da professionisti che non fossero addetti del settore dell'informatica, che un'interfaccia grafica faceva presa e attirava la curiosità di grandi masse e che, infine, la semplicità e intuitività del concetto di mouse associato a una GUI desktop (appunto "scrivania" in inglese) apriva finalmente l'informatica domestica, hobbystica e professionale a un pubblico che, fino a quel momento, era stato timido e restio ad avvicinarsi a quel "misterioso" oggetto (così allora veniva considerato) che è il personal computer, visto come strumento di élite e non di uso comune.
Innovazioni introdotte o rese popolari dal Macintosh originale (o dai modelli successivi):
- Un'interfaccia utente grafica
  - Le icone, il cestino, una scrivania, ecc.
  - L'uso di un mouse (o altri dispositivi di puntamento) nei Personal Computer
  - I concetti di "punta", "clicca" e "trascina" per eseguire azioni con un dispositivo di puntamento
  - Editing di testi e grafica di tipo WYSIWYG ("what you see is what you get", ovvero "ciò che vedi è ciò che ottieni")
- Il floppy disk da 3.5" di serie
- Sistema audio integrato nell'hardware (altoparlante compreso)
- Un design ergonomico (migliorato ulteriormente con i modelli successivi, in particolare con l'iMac nel 1998)
- Lettore CD-ROM e, successivamente, SuperDrive, di serie che segnarono la fine del floppy disk con il modello iMac del 1998 e l'adozione dello standard USB su tutte le macchine
- Videocamera iSight integrata (modello iMac 2005)
- Introduzione dei processori di architettura ARM prodotti internamente da Apple su computer laptop e desktop della famiglia Macintosh

## Software

### Sistema operativo
Il sistema operativo fornito con i primi Macintosh era System 1 (1984), che arrivò alla versione System 7 (1991) per poi cambiare nome in Mac OS a partire da Mac OS 8 (1997) e fino a Mac OS 9 (1999). Oggi ci si riferisce a questa prima serie come a Classic Mac OS. La nuova famiglia di sistemi operativi Mac OS X iniziò con Mac OS X Cheetah (2001), poi prese il nome di OS X a partire da OS X Mountain Lion (2012) e infine di macOS a partire da macOS Sierra (2016). macOS viene aggiornato di solito ogni anno. Tutti i sistemi operativi dei Macintosh hanno sempre mantenuto alcune caratteristiche comuni, tra cui la barra dei menu in cima allo schermo, la metafora della scrivania e il file manager Finder.
Con il sistema vengono fornite anche molte delle applicazioni di sistema Apple.

### Applicativi

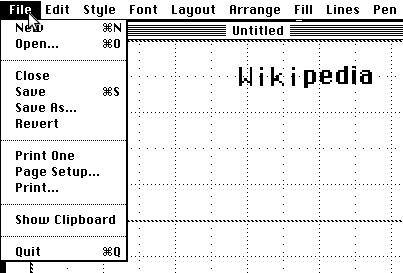
MacDraw (grafica vettoriale, 1984) con la tipica barra dei menù classica

Il Macintosh nacque come sistema fortemente orientato al software da lavoro e produttività. In origine il pubblico era colpito dalla facilità d'uso di programmi come MacPaint o MacWrite. In particolare nei primi anni il Macintosh divenne una piattaforma molto affermata per il desktop publishing (realizzazione di prodotti editoriali). Le vendite del sistema crebbero molto con l'uscita della stampante LaserWriter a gennaio 1985. Poco dopo uscì PageMaker, che su insistenza di Steve Jobs fu rivolto ai consumatori. Si cementò la fama del Mac come macchina creativa, e seguì un boom del desktop
publishing.
Fin dall'inizio il Mac fu la culla di molti potenti applicativi. Alcuni dei prodotti chiave nella storia del Mac sono: MacWrite, primo programma di videoscrittura WYSIWYG con più tipi di carattere; Microsoft Word (videoscrittura), che praticamente debuttò sul Mac nel 1984 (il precedente Word per DOS è in realtà un programma non correlato), molto prima di diventare uno dei più noti programmi per Windows; MacPaint, per molti il primo programma di grafica bitmap con interfaccia grafica, molto influente sui successivi; PageMaker, che in collaborazione con MacPaint e l'allora nascente stampa laser avviò una rivoluzione dell'editoria, che ha sempre avuto il Mac al centro; QuarkXPress, che nel 1987 fissò nuovi standard in editoria e design (superando definitivamente anche PageMaker); Photoshop, ancora oggi il programma di grafica che definì il genere e di importanza primaria per molti utenti Mac; Hypercard, nato come poco più di un'agenda potenziata, ma di fatto un ambiente di sviluppo di ipermedia, che da vari punti di vista anticipò il World Wide Web.

### Videogiochi
Il Macintosh non è mai stato famoso come piattaforma dedicata al videogioco, nonostante non gli manchino le capacità, anzi potrebbe perfino essere più efficace di Windows, in quanto si concentra molto su multimedialità e grafica. Inizialmente il fatto di avere pochi videogiochi derivava da scelte esplicite della Apple, che scoraggiava i produttori dallo sviluppare giochi per Mac. Il primo motivo è che Apple produceva già l'affermata linea di home computer Apple II, rivolta all'uso casalingo e quindi anche ai giochi, mentre il Mac era rivolto all'uso professionale, quindi l'azienda intendeva tenere i due computer su due segmenti di mercato distinti per non farsi concorrenza. Il secondo motivo è che Apple si preoccupava dell'immagine del nuovo rivoluzionario Macintosh e non voleva che fosse percepito come una macchina frivola, e quindi scartato dai professionisti delle imprese e dell'informatica; alla Apple ci fu perfino il timore che la nuova interfaccia grafica sembrasse troppo "gioco".
Nel primo sistema operativo era incluso Puzzle, un gioco del 15 programmato da Andy Hertzfeld, notevole per essere il primo videogioco integrato in un SO di computer e il primo pensato appositamente per il mouse. La sua introduzione fu approvata solo quando Hertzfeld ridusse il programma ad appena 600 byte.
Through the Looking Glass, meglio noto come Alice, un curioso gioco 3D con il personaggio di Alice ambientato su una scacchiera, fu uno dei pochi primi videogiochi per Mac sviluppato e pubblicato dalla stessa Apple, contrariamente alla propria politica.
Altri importanti giochi precoci furono Lode Runner (molto celebre sul Mac, uno dei pochi platform) e MacAttack (un clone di Tempest). In genere il Mac non se la cavava bene con i giochi d'azione, mentre strategia, wargame, avventure e giochi di ruolo erano molto più apprezzati. La Sierra On-Line supportò presto il Mac, mentre al contrario trascurò l'Apple IIGS. Altri classici precoci sono la serie Ultima e le avventure della ICOM, tra le quali Shadowgate, stranamente basato sull'interfaccia grafica di sistema.
Mancavano le conversioni avanzate di arcade, ma c'erano titoli seri come Sargon III (scacchi); dall'Apple II arrivarono anche conversioni di The Ancient Art of War, Zork, Pinball Construction Set, e Wizardry completamente riscritto. Tra i giochi originati sul Mac, Ground Zero (clone di Missile Command), Dark Castle, Scarab of Ra, The Fool's Errand.
Probabilmente grazie anche al poco interesse dei produttori commerciali, sul Mac proliferarono i videogiochi shareware. Uno dei più ricordati è Stunt Copter, dove degli stuntman devono saltare giù da un elicottero centrando un carro di paglia; venne riproposto anche per Mac OS X. Un altro celebre era Social Climber, clone di Wacky Waiters per VIC-20. La tradizione shareware continuò anche in tempi più recenti; Ambrosia Software era particolarmente nota per i giochi per Mac, come Escape Velocity.

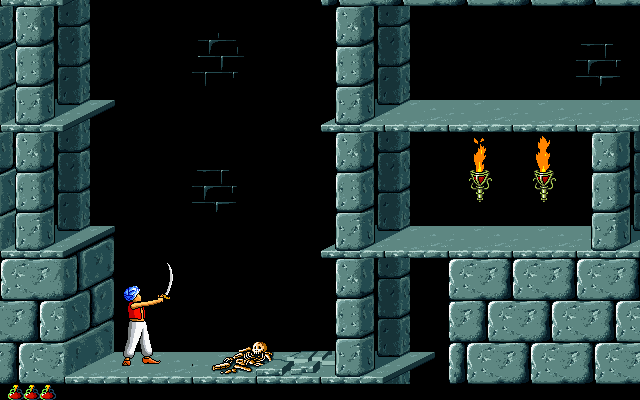
Prince of Persia per Mac (1992)

Alla fine degli anni '80 il panorama si faceva più interessante, almeno nei mercati dove il Mac era più presente (USA, Canada, Francia). Le reti AppleTalk e i modem iniziavano a supportare giochi multiutente come Maze Wars+, Strategic Conquest e Falcon.
Nel corso degli anni '90 la Apple, a livello generale, subì un declino e poi ebbe una forte ripresa. Nel frattempo Myst (1993), basato su Hypercard, fu un titolo molto influente. Sempre nel 1993 nacque la MacSoft, a lungo il più grande sviluppatore e editore per Mac. La MacPlay nacque come una divisione della Interplay Entertainment dedicata al Mac e convertì successi come Wolfenstein 3D, Alone in the Dark e Descent. La LucasArts convertì le sue note avventure tra cui Monkey Island. Bungie Studios inizialmente era specializzata nel Mac, con titoli come Operation: Desert Storm e Minotaur: The Labyrinths of Crete.
Con la ripresa della Apple, il fatto che i nuovi Mac, in particolare gli iMac (1998), fossero rivolti ai consumatori oltre che alle aziende, aiutò moltissimo il campo dei videogiochi. Feral Interactive, fondata nel 1996 solo per convertire e pubblicare giochi Mac, portò titoli celebri come Max Payne e Worms 3D, MacSoft portò Quake, Blizzard Entertainment portò i suoi grandi successi come StarCraft e Warcraft, e arrivarono anche Tomb Raider II e Civilization II. Ormai anche la Apple, compreso Steve Jobs, era divenuta molto favorevole ai videogiochi per Mac.
Ci furono un precoce aggiornamento del chip grafico degli iMac e aggiornamenti al sistema operativo proprio per le necessità dei giochi. Anche la MacPlay, chiusa nel 1997, risorse nel 2000 sotto una casa madre differente e portò Baldur's Gate II e i primi Fallout. Con i primi anni 2000 arrivò un buon periodo per i giochi per Mac, molto supportati dalla Apple anche nella commercializzazione.
Anche il famoso Halo era in produzione per Mac, ma cambiò piattaforma quando Microsoft comprò la Bungie.
Nel 2006 l'uscita di Mac OS X Leopard tolse il supporto all'ambiente di esecuzione classico, rendendo inutilizzabili moltissimi giochi del passato. In compenso il passaggio ai processori Intel permise il dual boot sui Mac con Windows, rendendo accessibili i tanti giochi di quest'ultimo. Il passaggio a Intel rese però inservibili molti emulatori, mettendo in difficoltà la comunità del retrogaming.
A ogni modo, il numero di giochi prodotti per Mac crebbe più che mai e il settore finalmente prosperava. Nel 2007 la Electronic Arts dichiarò che avrebbe pubblicato in contemporanea le versioni Windows e Mac dei propri giochi (come Need for Speed: Carbon, Command & Conquer 3: Tiberium Wars, Battlefield 2142). Steam supportò Mac OS X a partire dal 2010 (portando successi di qualche anno prima come Portal, Team Fortress 2 e Half-Life 2).
Secondo una selezione della rivista Retro Gamer, le storiche killer application che furono fondamentali per il Mac includono Balance of Power, The Colony, Dark Castle, Crystal Quest, SimCity, Maelstrom, Marathon, Myst, Myth: The Fallen Lords.

## Campagne pubblicitarie

### Il primo Mac
Il Macintosh 128 fu presentato con uno spettacolare spot televisivo durante la pausa pubblicitaria del XVIII Super Bowl il 22 gennaio del 1984. Il famoso spot fu diretto da Ridley Scott e aveva come protagonista un'atleta femminile che gettava un martello contro l'immagine TV a schermo gigante di un dittatore (il Grande Fratello, ispirandosi al tiranno del romanzo 1984 di Orwell, ma alludendo anche all'azienda dominante a quel tempo, IBM).

### Get a Mac
«Get a Mac» («Prendi un Mac») era lo slogan di una serie di pubblicità create dall'agenzia pubblicitaria TBWA per la Apple. La campagna veniva trasmessa dal 2006 al 2010.
Trasmessi dai canali televisivi: statunitensi, canadesi, australiani e neozelandesi, gli spot diventarono facilmente riconoscibili grazie al fatto che ognuno di questi seguì uno specifico standard: su uno sfondo bianco, un uomo vestito con abiti casual introduce se stesso come un Macintosh gestito da macOS («Ciao, sono un Mac...»), mentre un goffo uomo vestito con un completo e una cravatta si presenta come un personal computer (« [...] e io sono un PC.») - l'allusione è al sistema operativo concorrente Microsoft Windows.
Lo scopo era giocare sui difetti di Windows: i titoli degli spot furono, infatti, Virus, Spyware, Restart e altri (si ricorda che negli Stati Uniti la pubblicità comparativa esplicita è ammessa dalla legge). Gli spot venivano diffusi anche su Internet.

## Modelli
Elenco dei modelli della serie Macintosh (in ordine alfabetico):
- eMac
- iBook
- iMac
- Macintosh 128K (l'originale)
- Macintosh 512K
- Macintosh XL
- Macintosh II
- Macintosh Plus
- Macintosh LC (serie)
- Macintosh SE
- Macintosh SE/30
- Macintosh IIx
- Macintosh IIcx
- Macintosh IIci
- Macintosh IIfx
- Macintosh IIvi
- Macintosh IIvx
- Macintosh Performa
- Macintosh TV
- Macintosh Quadra
- Macintosh Centris
- Macintosh Classic
- Macintosh Color Classic
- Macintosh Portable
- Mac mini
- MacBook Air
- MacBook Pro
- Mac Pro
- Mac Studio
- PowerBook
- PowerBook Duo
- PowerBook G3
- PowerBook G4
- Power Macintosh
- Power Macintosh G3
- Power Mac G4
- Power Mac G4 Cube
- Power Mac G5
- Xserve
- MacBook
- MacBook (Retina)